# Charles Albert Gobat
Charles Albert Gobat (Tramelan, cantón de Berna; 21 de mayo de 1843-Berna, 16 de marzo de 1914) fue un abogado suizo, profesor de derecho civil y político.
En 1902 recibió el Premio Nobel de la Paz junto con Élie Ducommun por su liderazgo en la Oficina Internacional por la Paz.
Ejerció la abogacía en Berna y fue profesor de derecho civil en la Sorbona de París. 
Sucedió a Élie Ducommun por fallecimiento en 1906 en la dirección de la Oficina Internacional por la Paz, organismo que recibiría también este mismo galardón en 1910.